# Lovelytheband
lovelytheband ist eine US-amerikanische Indie-Pop-Band aus Los Angeles.

## Geschichte
Die Band wurde 2016 gegründet und besteht aus Mitchy Collins, Jordan Greenwald und Sam Price. Besondere Bekanntheit erlangten sie durch ihre Single Broken, die Platz 33 der Billboard Hot 100 erreichen konnte.
Die Bandmitglieder trafen sich nach eigenen Angaben in einem Nachtclub in West Hollywood. Dort beschlossen sie, eine Band zu gründen. Ihre Single Broken wurde in Kooperation mit dem Magazin Billboard als erstes Lied veröffentlicht und brachte ihnen weitreichende Bekanntheit ein. Ihr Debütalbum Finding It Hard to Smile erschien am 3. August 2018.

## Diskografie

### Studioalben
| Jahr | Titel                               | Höchstplatzierung, Gesamtwochen, AuszeichnungChartsChartplatzierungen (Jahr, Titel, Platzierungen, Wochen, Auszeichnungen, Anmerkungen) | Anmerkungen                           |
| Jahr | Titel                               | US | Anmerkungen                           |
| ---- | ----------------------------------- | --- | ------------------------------------- |
| 2018 | Finding It Hard to Smile            | US168 (1 Wo.)US | Erstveröffentlichung: 3. August 2018  |
| 2020 | Conversations with Myself About You | — | Erstveröffentlichung: 28. August 2020 |

### EPs
- 2017: Everything I Could Never Say...

### Singles
| Jahr | Titel Album                     | Höchstplatzierung, Gesamtwochen, AuszeichnungChartplatzierungen (Jahr, Titel, Album, Platzierungen, Wochen, Auszeichnungen, Anmerkungen) | Höchstplatzierung, Gesamtwochen, AuszeichnungChartplatzierungen (Jahr, Titel, Album, Platzierungen, Wochen, Auszeichnungen, Anmerkungen) | Anmerkungen                          |
| Jahr | Titel Album                     | UK | US | Anmerkungen                          |
| ---- | ------------------------------- | --- | --- | ------------------------------------ |
| 2017 | Broken Finding It Hard to Smile | UK— SilberUK | US29 ×3Dreifachplatin · (22 Wo.)US | Erstveröffentlichung: 13. April 2017 |

## Auszeichnungen für Musikverkäufe
| Platin-Schallplatte - Neuseeland - 2020: für die Single Broken |

Anmerkung: Auszeichnungen in Ländern aus den Charttabellen bzw. Chartboxen sind in ebendiesen zu finden.
| Land/RegionAuszeichnungen für Musikverkäufe (Land/Region, Auszeichnungen, Verkäufe, Quellen) | Silber  | Gold | Platin     | Verkäufe  | Quellen          |
| -------------------------------------------------------------------------------------------- | ------- | ---- | ---------- | --------- | ---------------- |
| Neuseeland (RMNZ)                                                                            | —       | —    | Platin1    | 30.000    | radioscope.co.nz |
| Vereinigte Staaten (RIAA)                                                                    | —       | —    | 3× Platin3 | 3.000.000 | riaa.com         |
| Vereinigtes Königreich (BPI)                                                                 | Silber1 | —    | —          | 200.000   | bpi.co.uk        |
| Insgesamt                                                                                    | Silber1 | —    | 4× Platin4 |           |                  |